# Buffalo (Ohio)
Buffalo é um lugar designado pelo censo localizado no condado de Guernsey no estado estadounidense de Ohio. No Censo de 2010 tinha uma população de 401 habitantes e uma densidade populacional de 315,97 pessoas por km².

## Geografia
Buffalo encontra-se localizado nas coordenadas 39° 55′ 01″ N, 81° 31′ 14″ O. Segundo o Departamento do Censo dos Estados Unidos, Buffalo tem uma superfície total de 1.27 km², da qual 1.27 km² correspondem a terra firme e (0%) 0 km² é água.

## Demografia
Segundo o censo de 2010, tinha 401 pessoas residindo em Buffalo. A densidade populacional era de 315,97 hab./km². Dos 401 habitantes, Buffalo estava composto pelo 99% brancos, o 0% eram afroamericanos, o 0.25% eram amerindios, o 0% eram asiáticos, o 0% eram insulares do Pacífico, o 0% eram de outras raças e o 0.75% pertenciam a duas ou mais raças. Do total da população o 0.75% eram hispanos ou latinos de qualquer raça.